# Szabó János (bőrgyógyász)
Szabó János (Debrecen, 1949. május 6. – 2024. szeptember 13.) magyar orvos, bőrgyógyász, politikus, országgyűlési képviselő (1990–1994).

## Életpályája

### Iskolái
1967-ben érettségizett a Kossuth Lajos Tudományegyetem Gyakorló Gimnáziumában. 1969–1975 között a Debreceni Orvostudományi Egyetem hallgatója volt. 1980-ban általános orvostanból szakvizsgát tett. 1984-ben bőrgyógyászatból szakorvosi vizsgát tett. 

### Pályafutása
1967–1969 között műtőssegédként dolgozott. 1975–1988 között Karcagon honvédorvosként praktizált; 1988-ban szerelt le. 1988–1990 között a Karcag Városi Tanács Kórház bőrgyógyász főorvosa és igazgató-helyettese volt. 1990–1991 között a karcagi Bőr- és Nemibeteg-gondozó Intézet igazgató-főorvosa volt. 1991-től a Kátai Gábor Kórház főigazgatója volt. 1996–2005 között a Szent Rókus Kórház és Intézményeinek főigazgató főorvosaként tevékenykedett. 2005–2021 között a Szent Rókus Kórház és Intézményeinél a szakrendelő igazgatói posztját töltötte be.

### Politikai pályafutása
1990-től az MDF tagja, 1990–1994 között Karcag országgyűlési képviselője volt. 1990–1993 között az Önkormányzati, közigazgatási, belbiztonsági és rendőrségi bizottság, 1993-ban pedig a Honvédelmi bizottság tagja volt. 1994-ben országgyűlési képviselőjelölt volt.

## Családja
Szülei Szabó János és Boross Erzsébet voltak. 1973-ban házasságot kötött Molnár Melániával. Két fiuk született: András (1974–) és Ákos (1976–).